# Palazzo Tobler sul Lungarno
Palazzo Tobler sul Lungarno è un palazzo di Pisa situato sul Lungarno Pacinotti 50.

## Storia e descrizione
L'edificio venne edificato unendo due antiche torri medievali, databili tra la seconda metà dell'XI e la prima metà del XII secolo, separate dal vicolo Ricucchi ma collegate nella parte superiore da due grandi archi a cavalcavia: di quello anteriore se ne possono vedere ancora le tracce sopra il portale principale, nonostante la facciata sia stata ricostruita nel 1961 in seguito ai danni del periodo bellico, con materiali originali.
Appartenne alla famiglia pisana dei Ricucchi famosa per via di Cucco Ricucchi, quindi a Maria Beatrice d’Este, poi a quella di Oscar Tobler, ai Supino e infine alla Scuola Normale Superiore.